# Норвей (Вісконсин)
Норвей (англ. Norway) — місто (англ. town) в США, в окрузі Расін штату Вісконсин. Населення — 7916 осіб (2020).

## Демографія
Згідно з переписом 2010 року, у місті мешкало 7948 осіб у 2942 домогосподарствах у складі 2309 родин. Було 3123 помешкання
Расовий склад населення:
| - 96,9 % — білих - 0,4 % — корінних американців - 0,4 % — азіатів - 0,3 % — чорних або афроамериканців - 0,1 % — вихідців з тихоокеанських островів |

До двох чи більше рас належало 1,2 %. Частка іспаномовних становила 2,5 % від усіх жителів.
За віковим діапазоном населення розподілялося таким чином: 23,9 % — особи молодші 18 років, 65,3 % — особи у віці 18—64 років, 10,8 % — особи у віці 65 років та старші. Медіана віку мешканця становила 43,1 року. На 100 осіб жіночої статі у місті припадало 103,2 чоловіків;  на 100 жінок у віці від 18 років та старших — 104,1 чоловіків також старших 18 років.
Середній дохід на одне домашнє господарство  становив 110 474 долари США (медіана — 87 500), а середній дохід на одну сім'ю — 119 618 доларів (медіана — 96 740). Медіана доходів становила 62 426 доларів для чоловіків та 51 952 долари для жінок. За межею бідності перебувало 4,3 % осіб, у тому числі 6,4 % дітей у віці до 18 років та 9,3 % осіб у віці 65 років та старших.
Цивільне працевлаштоване населення становило 4555 осіб. Основні галузі зайнятості: виробництво — 21,6 %, освіта, охорона здоров'я та соціальна допомога — 19,7 %, роздрібна торгівля — 12,8 %, науковці, спеціалісти, менеджери — 9,0 %.